# Exechia lydiae
Exechia lydiae är en tvåvingeart som beskrevs av Loïc Matile 1979. Exechia lydiae ingår i släktet Exechia och familjen svampmyggor. Inga underarter finns listade i Catalogue of Life.